# Poecilocerastis
Poecilocerastis is een geslacht van rechtvleugeligen uit de familie veldsprinkhanen (Acrididae). De wetenschappelijke naam van dit geslacht is voor het eerst geldig gepubliceerd in 1929 door Ramme.

## Soorten
Het geslacht Poecilocerastis omvat de volgende soorten:
- Poecilocerastis rammei Uvarov, 1953
- Poecilocerastis striata Ramme, 1929
- Poecilocerastis tricolor Bolívar, 1912